# Espoonjoki
Le fleuve d'Espoo (finnois : Espoonjoki) est un cours d'eau de 7 km de long à  Espoo en Finlande .

## Parcours
La rivière commence lorsque les rivières Glimsin et Glomsinjoki confluent à Karvasmäki au sud de Bemböle, et se jette dans la mer Baltique dans la baie Kallviksundet.
Le bassin versant du fleuve Espoonjoki de 132 kilomètres carrés est principalement situé dans le territoire d'Espoo, mais il comprend également la partie nord de Kauniainen, et au nord-est, le bassin versant s'étend jusqu'à Martinlaakso à Vantaa.
Les plus grands lacs du bassin versant sont le Bodominjärvi, le Pitkäjärvi, le Matalajärvi et le Lippajärvi.